# Adil Lemrabet
Adil Lemrabet (en arabe : عادل المرابط), né le 9 janvier 1979 à Tétouan (Maroc), est un footballeur marocain qui joue au poste de milieu de terrain.

## Biographie

### En club
Adil Lemrabet naît à Tétouan et intègre dès son plus jeune âge le centre de formation du Moghreb Atlético Tetuán. En 1997, il fait ses débuts professionnels et évolue avec l'équipe jusqu'en 2012, faisant de lui l'un des joueurs les plus capés du club. Lors de la saison 2009-2010, il est prêté durant une saison au Raja Club Al Hoceima en troisième division.
Lors du mercato hivernal au début de 2012, il s'engage à l'IR Tanger en deuxième division. Il y reste pendant un an avant d'être recruté par le club omanais d'Al-Seeb SC (promu en D1) pour une durée de six mois. Après un passage à l'Ittihad Zemmouri de Khémisset, Lemrabet retourne à l'IR Tanger en D2 marocaine pour disputer la montée en D1. Lors de la saison 2014-2015, il inscrit un but à la 70e minute contre l'Olympique Dcheira.
Lors de la saison 2015-2016, il joue son premier match le 5 septembre au plus haut niveau sous le maillot tangérois en entrant en jeu à la 61e minute en remplaçant Abdessamad Imaich contre le Maghreb AS sous la houlette de Rachid Taoussi (victoire, 2-0). Sept jours plus tard, il reçoit sa première titularisation contre le Chabab Rif Al Hoceima (défaite, 1-0). Le 4 décembre, il inscrit son premier but avec le club contre le Hassania d'Agadir sur une passe décisive de Badr Kachani (victoire, 1-3). En fin de saison, l'IR Tanger finit troisième en première division.

### En sélection
En mai 2008, il est convoqué par le sélectionneur Fathi Jamal pour une confrontation face à l'Algérie A' à Alger, qualificative au CHAN 2009 en Côte d'Ivoire,. Alors que les Marocains font 1-1 au match aller à Alger, le 17 mai, à l'occasion du match retour à El Jadida, les Marocains battent les Algériens dans la séance des penaltys (3-1) après un deuxième match nul 1-1,,. Qualifié pour le troisième tour qualificatif, les Marocains ne parviennent pas à se qualifier après une défaite contre la Libye A' (victoire au match aller, 3-1 et défaite au match retour, 3-0 à Tripoli).

## Palmarès

### En club
MA Tétouan
- Botola Pro2 :
  - Champion : 2005.
- Botola Pro :
  - Champion : 2012.

 IR Tanger
- Botola Pro2 :
  - Champion : 2015.